# Brackie

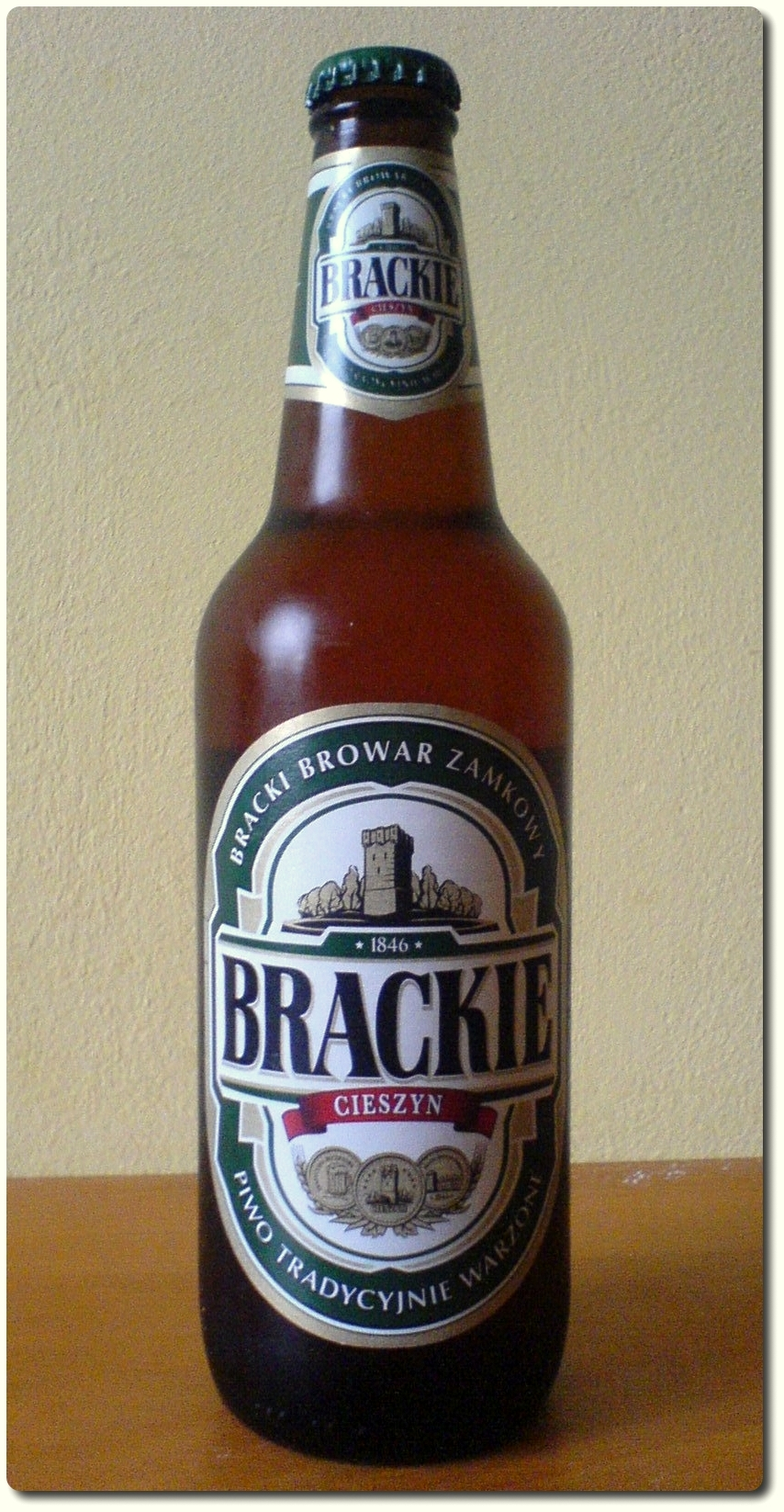
Brackie

Brackie – piwo jasne pełne dolnej fermentacji, warzone przez Bracki Browar Zamkowy w Cieszynie.

## Charakterystyka
Brackie warzone jest w otwartych kadziach fermentacyjnych, zawiera 12,0% ekstraktu oraz 5,5% alkoholu i cechuje się wyraźnym aromatem chmielowym. Produkowane jest na bazie wody z Olzy, jęczmienia morawskiego i chmielu czeskiego. Do wyrobu Brackiego nadal wykorzystywany jest pochodzący z XIX w. sprzęt wiedeńskiej firmy Riedinger. Piwo leżakuje w piwnicach fermentacyjnych przez okres 30-40 dni. W zapachu Brackiego wyczuwalne są „odcienie prażonego ziarna z chmielową nutą cytrusową”, natomiast walory smakowe to „cytrynowo-oranżadowy środek i goryczkowy posmak na finiszu”.

## Historia
Nazwa piwa wywodzi się od słów braterski, bratny, bracki i nawiązuje do legendy o założeniu Cieszyna przez trzech braci Leszka, Cieszka i Bolka. Poprzednikami Brackiego były produkowane w cieszyńskim browarze marki: Zdrój, Extra, Specjal, Herbowe i Piastowskie. W latach 90. Brackie było jedynym piwem warzonym przez Bracki Browar Zamkowy. Posiadało wówczas 13% e.w. oraz do 4,5% alkoholu. Brackie ma charakter regionalny – dystrybuowane jest w głównie w powiatach cieszyńskim, żywieckim, bielskim a lokalność piwa podkreśla używane w jego promocji słowo „stela” (na Śląsku Cieszyńskim oznacza „tutejszy”).

## Nagrody i wyróżnienia
- 2004 – III miejsce w plebiscycie portalu Browar.biz w kategorii piwa jasne do 13° Blg.
- 2007 – III miejsce (spośród 331 piw polskich) w plebiscycie portalu Browar.biz w kategorii piwa jasne do 13° Blg.
- 2010 – V miejsce (spośród 295 piw) w plebiscycie portalu Browar.biz w kategorii piwo jasne do 13° Blg.